# Discosomidae
Discosomidae is een familie van bloemdieren uit de orde van de Corallimorpharia.

## Geslachten
- Amplexidiscus Dunn & Hamner, 1980
- Discosoma Rüppell & Leuckart, 1828
- Metarhodactis Carlgren, 1943
- Platyzoanthus Saville-Kent, 1893
- Rhodactis Milne Edwards & Haime, 1851